# Men Were Deceivers Ever (film 1917)
Men Were Deceivers Ever è un cortometraggio muto del 1917 diretto da Bert Haldane. Il film in due rulli, a 35 mm, segna l'esordio come sceneggiatore e come attore di John A. Waldron che avrebbe lavorato nel cinema negli anni venti e trenta, girando centinaia di pellicole sia come sceneggiatore, produttore e direttore di produzione.

## Produzione
Il film fu prodotto dalla Brum Films.

## Distribuzione
Distribuito dalla Brum Films, il film uscì nelle sale britanniche nel maggio 1917.